# CD Rabo de Peixe

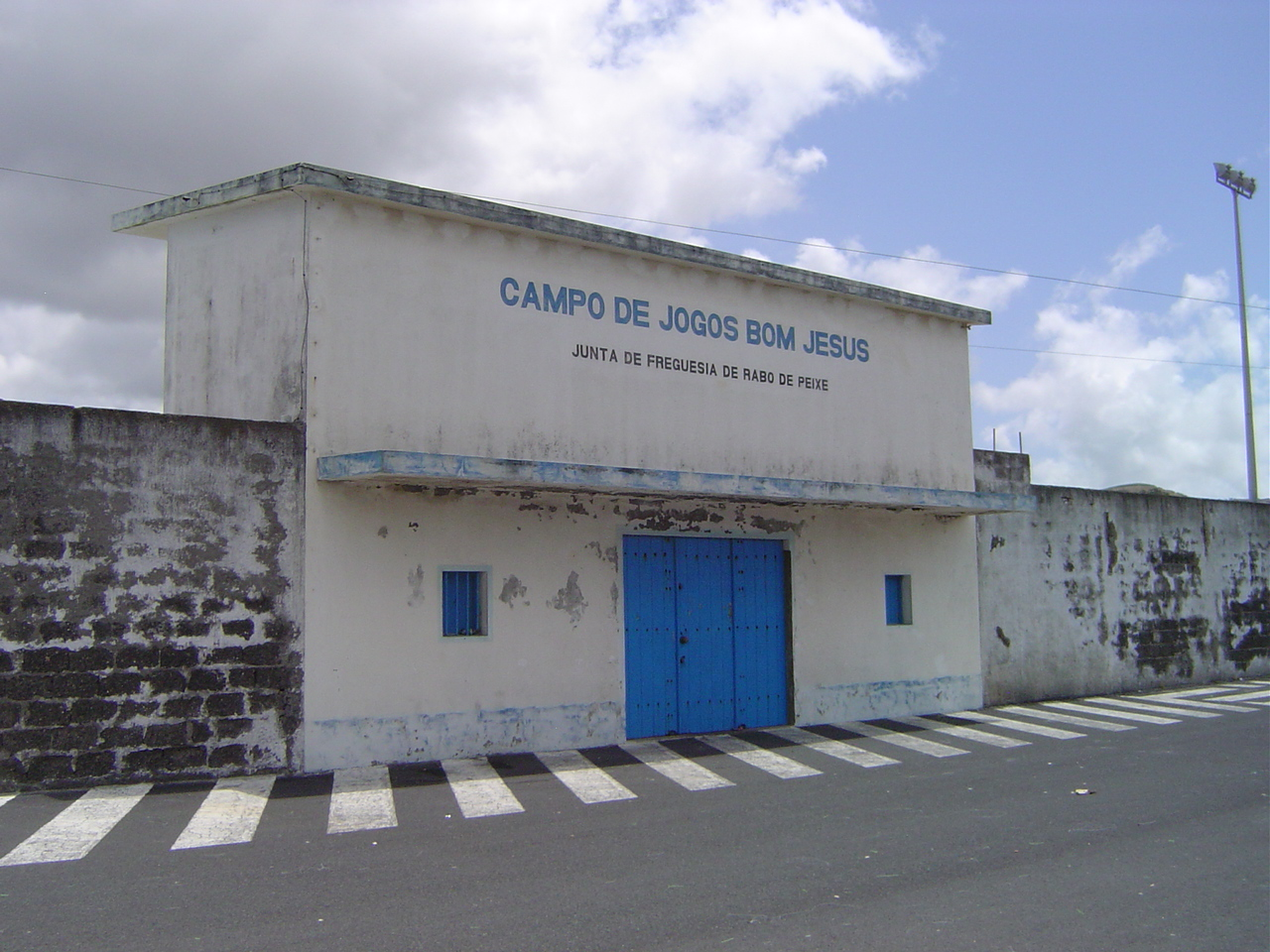
Zona administrativa del Campo de Jogos Bom Jesus.

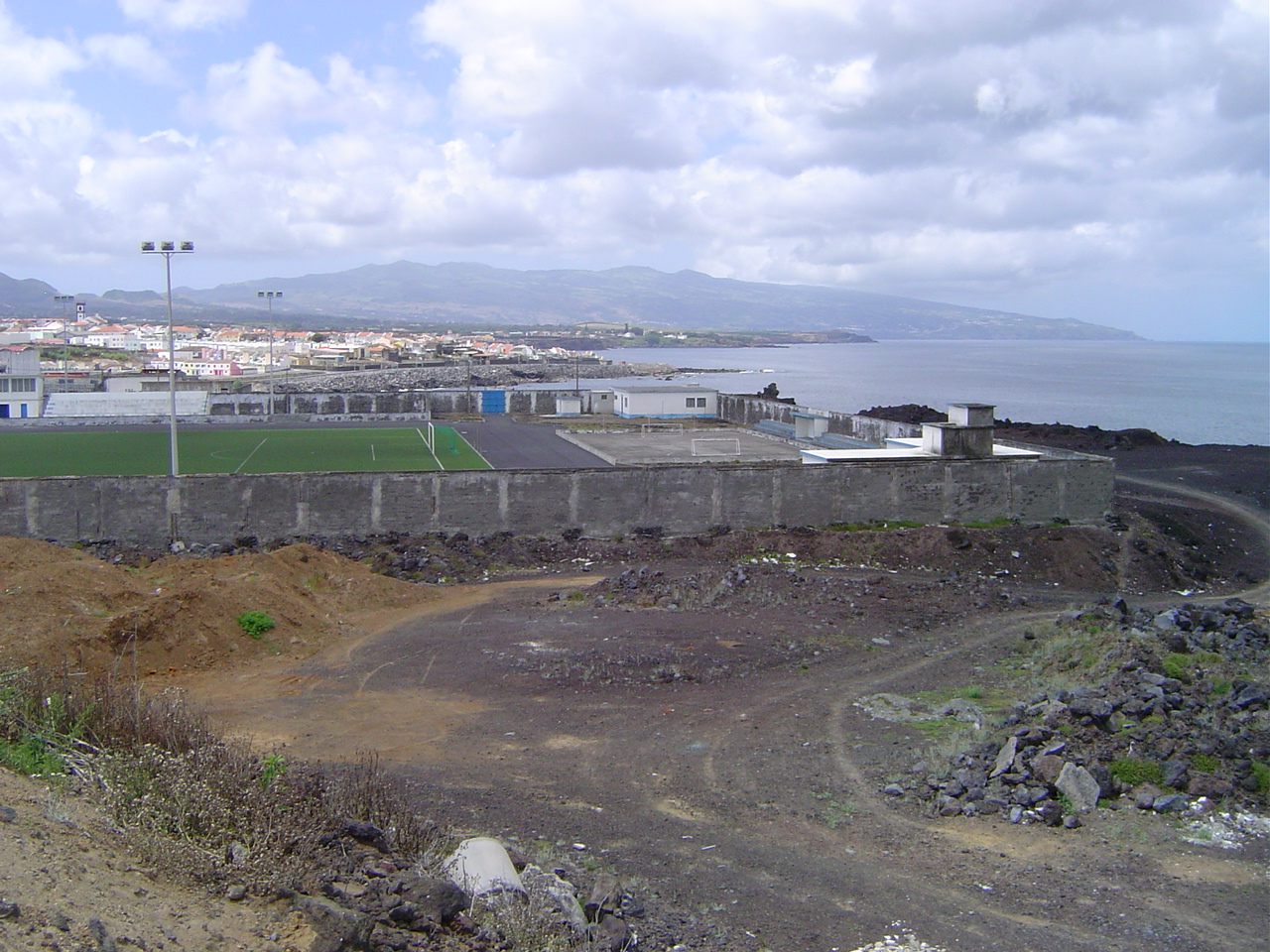
El estadio está localizado junto al mar.

El CD Rabo de Peixe es un equipo de fútbol de Portugal que juega en el Campeonato de Fútbol de las Azores, la quinta división de fútbol del país.

## Historia
Fue fundado en el año 1985 en la localidad de Rabo de Peixe del municipio de Ribeira Grande de la isla de Sao Miguel en las Azores y estuvo entre la quinta y sexta división nacional hasta la temporada 1993/94 donde quedó inactivo.
El club vuelve a las competiciones municipales en la temporada 2000/01 hasta que en la temporada 2005/06 juega en la Tercera División de Portugal de la que desciende tras una temporada. Un año después regresa a la tercera división nacional donde en esta ocasión permanece por tres temporadas para descender en la temporada 2009/10.
El club vuelve a conseguir el ascenso a la Tercera División de Portugal en la temporada 2012/13 descendiendo tras una temporada.

## Palmarés
- Primera División de Azores: 1

2019/20
- Primera División de Ponta Delgada: 3

2004/05, 2006/07, 2011/12
- Copa Aniversario de Ponta Delgada: 1

2011/12

## Galería

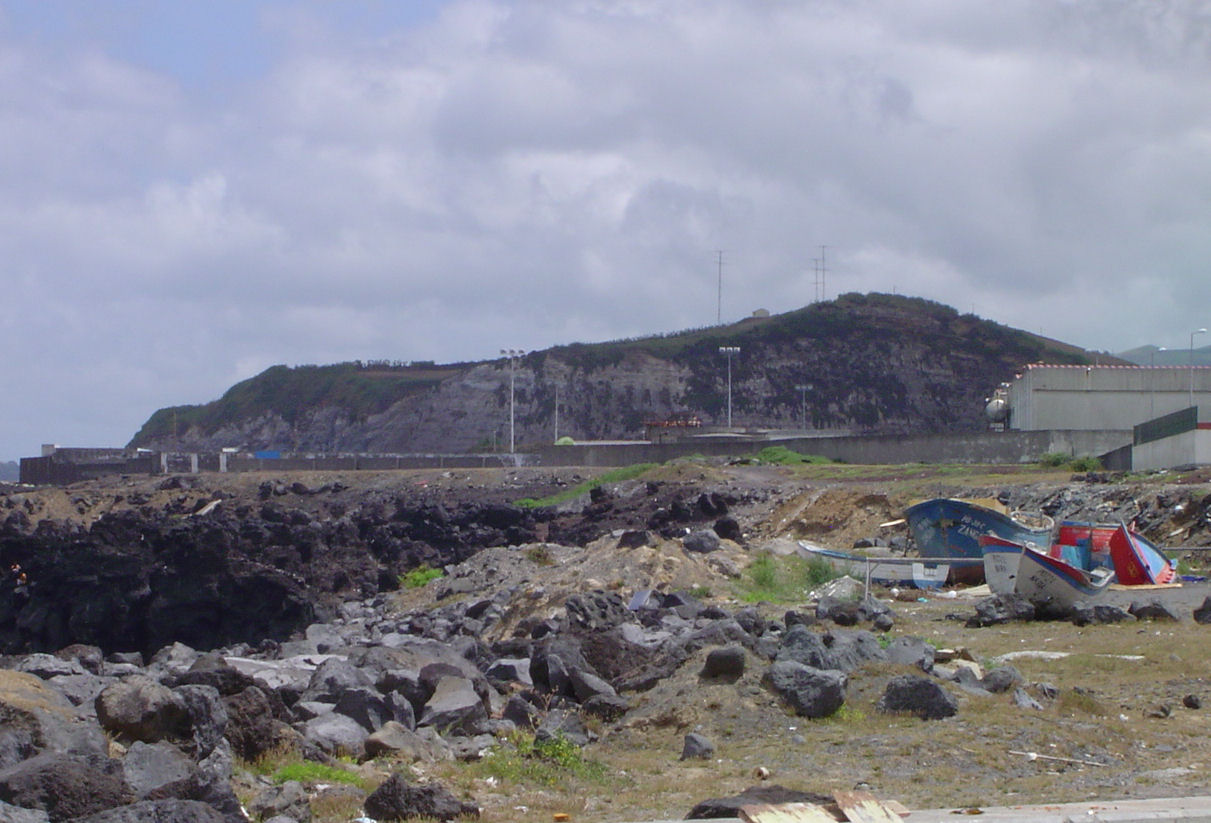
Gradería
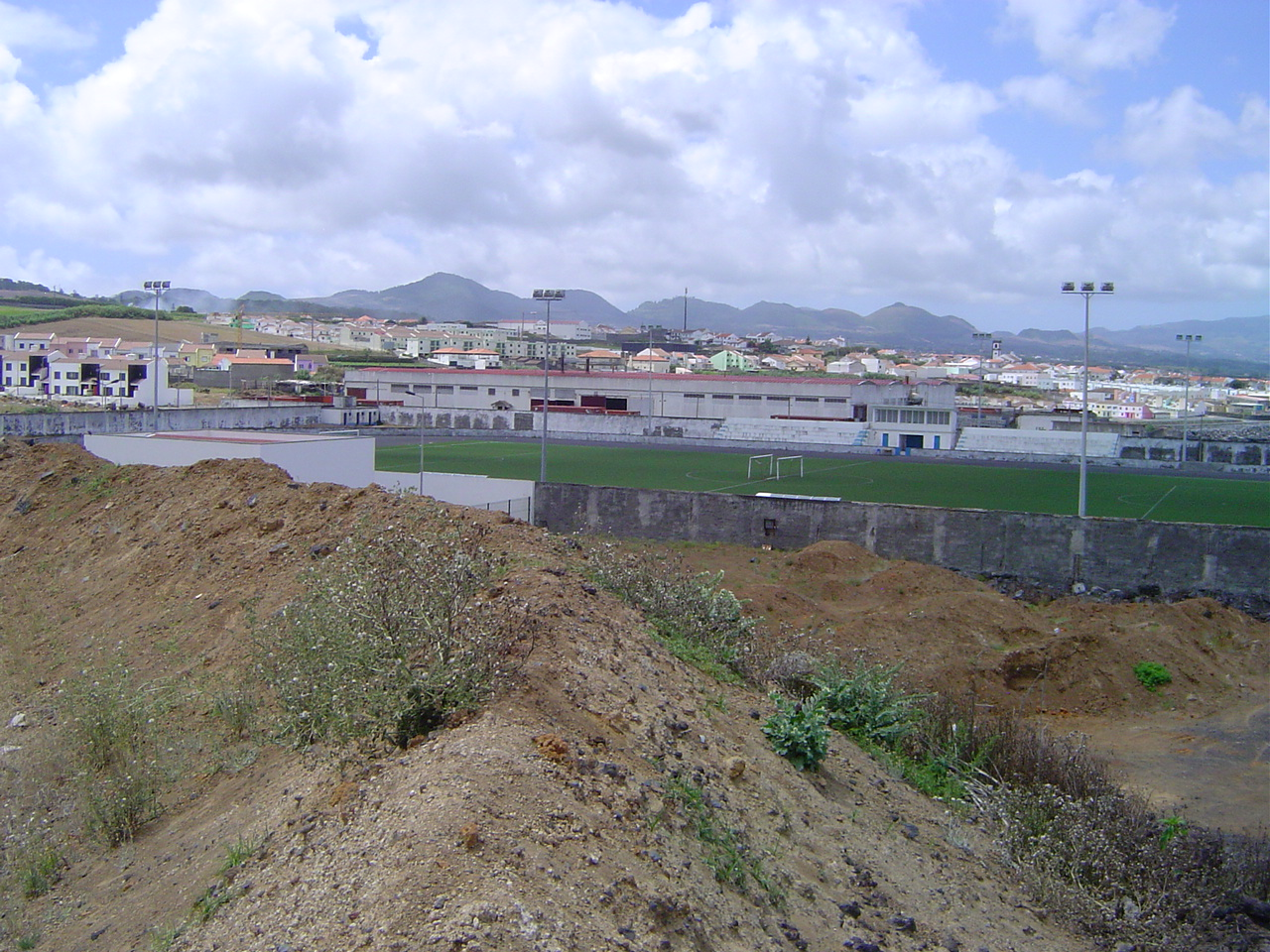
Alrededores del estadio
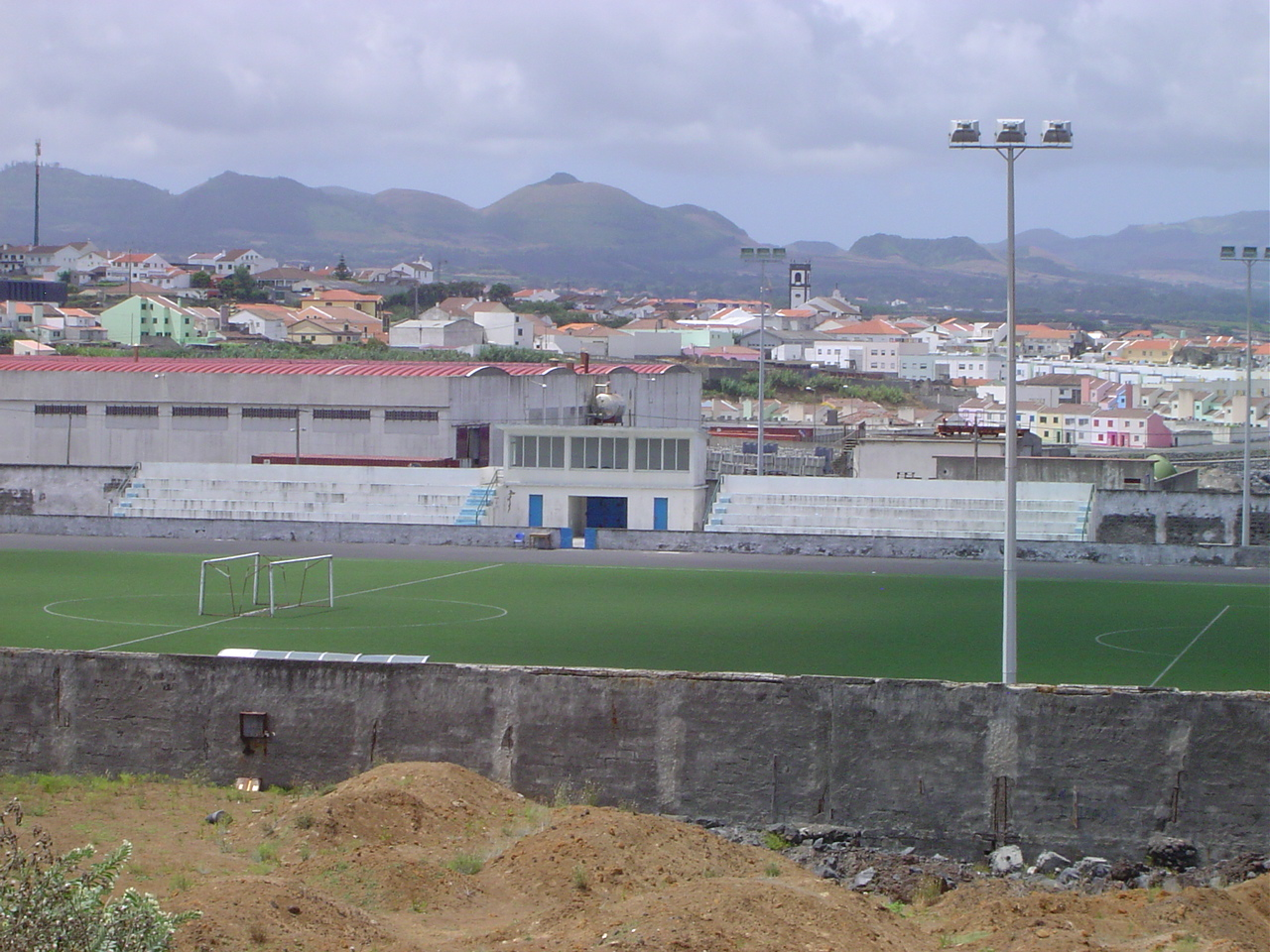
Lado oeste del estadio